# Bez motivu
Bez motivu (francouzsky Sans mobile apparent) je francouzsko-italský policejní krimi film z roku 1971, natočený podle románu Deset a jeden amerického spisovatele Ed McBaina z roku 1963 (česky 1972). Režisérem filmu je Philippe Labro, postavu detektiva Carelly vytvořil Jean-Louis Trintignant, hudba Ennio Morricone. Děj filmu byl přenesen na Francouzskou Riviéru (Azurové pobřeží).
Bez motivu je druhým filmem francouzského režiséra Philippa Labroa, na scénáři se vedle režiséra podílel Vincenzo Labella a Jacques Lanzmann. Film měl premiéru 15. září 1971 a Carellův případ zdánlivě nesouvisející série vražd měl ve své době velký ohlas u diváků i kritiků.
V roce 1974 byl promítán také v československých kinech.

## Děj
Během turistické sezóny jsou na Francouzské Riviéře krátce po sobě zastřeleni tři muži. Motiv vražd zpočátku vůbec není zřejmý a nevypadá to ani, že by tyto vraždy měly něco společného. Případem je pověřen zkušený inspektor Stéphane Carella, který se při vyšetřování setkává se svou bývalou přítelkyní. Ta je však vzápětí také zastřelena. O sérii vražd se pochopitelně zajímají novináři, redakce různých novin těsně před uzávěrkou mění sazbu titulní stránky a v tisku se objevují všelijaké spekulace.
Stéphane Carella na poslední chvíli pošle kolegu na motorce (auto by ucpaným městem těžko projelo), aby přerušil v přímém přenosu probíhající televizní soutěž na náměstí a chránil moderátora, který soutěž uváděl. Ani tak ale úplně nezabrání dalším tragickým událostem. Pečlivě sbírá a vyhodnocuje stopy a zjišťuje, že všichni zavraždění přece jen měli něco společného: před léty hráli v amatérském divadelním představení. Část zbývajících mužů a žen z plakátu této hry se tak dostává pod policejní ochranu, ale pár jich ještě chybí. Podaří se policii najít zbylé osoby dříve, než je vrah zlikviduje?

## Obsazení
| Jean-Louis Trintignant | detektiv Stéphane Carella |
| Dominique Sandová      | Sandra Forest             |
| Sacha Distel           | Julien Sabirnou           |
| Carla Gravinová        | Jocelyne Rocca            |
| Paul Crauchet          | Francis Palombo           |
| Laura Antonelliová     | Juliette Vaudreuil        |
| Jean-Pierre Marielle   | Perry Rupert-Foote        |
| Stéphane Audranová     | Hélène Vallée             |
| Gilles Ségal           | Di Bozzo                  |
| Erich Segal            | Hans Kleinberg            |
| Jean-Jacques Delbo     | Jean-Jacques Delbo        |
| André Falcon           | starosta                  |
| Esmeralda Ruspoliová   | paní Forestová            |
| Michel Bardinet        | Tony Forest               |
| Jean-Claude Rémoleux   | účastník TV hry           |
| Philippe Labro         | novinář                   |

## České znění
Eduard Cupák (Jean-Louis Trintignant), Ladislav Županič, Ladislav Mrkvička, Jana Drbohlavová, Antonín Molčík, Jiří Pick, Zdeněk Dítě, Hana Talpová, Stanislav Fišer, Vladimír Stach, Květa Fialová, Zdeňka Černá, Václav Voska, Marcela Martínková, Otakar Brousek starší, Jiří Holý ad.
Zvuk Tomáš Bělohradský, střih Jana Boháčová, zvukové efekty Marie Fronková, české dialogy Bedřich Fronk a Irena Skružná, režie českého znění Bedřich Fronk, české znění Filmové studio Barrandov Dabing, 1974

## Lokace a reálie
Děj filmu byl z pochopitelných důvodů přenesen na Francouzskou Riviéru, časově byl posunut do doby natáčení filmu. Blíže k současnosti se odehrálo i staré amatérské divadelní představení a tím také skrytá příčina zločinů (v románu se odehrálo více než dvacet let před vraždami). Jméno detektiva bylo upraveno na „více francouzské“ Stéphane Carella. Celkově se však děj filmu poměrně drží románové předlohy.
Film se natáčel převážně v Nice. Úvodní scéna je v zátoce Villefranche-sur-Mer. Scény vražd se natáčely v různých vilách, nejčastěji ve čtvrti Mont Boron. Byt Carelly je u přístavu. Přerušený televizní pořad se konal na náměstí Place Rossetti ve Vieux-Nice, před katedrálou Sainte-Réparate. Dále je ve filmu vidět např. park Chambrun (scéna divadelní zkoušky) a poté park zámku Valrose, Hôtel Negresco, letiště v Nice, Musée Masséna (ve filmu policejní ředitelství) a další lokace.
Zbraň použitá vrahem je francouzská samonabíjecí malorážka „Unique X-51 bis“ zbrojovky MAPF. Malorážky tohoto typu byly skutečně vybaveny již ve standardní verzi z výroby závitem pro tlumič. Na konci filmu se Carella nejprve na hřbitově v duchu loučí se zavražděnou Jocelyne Rocca (Cimetière de l'Est na vyvýšině severovýchodně od centra Nice). 
Poté policejní prefekt vystupuje z Citroënu DS a snaží se Carellu přesvědčit, aby neodcházel od policie. Ten mu ale se slovy „aspoň nemusím na komisařství“ předává služební průkaz společně se zbraní a odjíždí v kabrioletu. Po cestě se mu v hlavě promítají klíčové události posledních dní.

## Recenze a hodnocení diváků
TV Guide označil film za „obratný thriller v tradici Raymonda Chandlera a Dashiella Hammetta“ (dva představitelé tzv. americké drsné školy) a dále uvedl, že „Philippe Labro pomalu buduje pocit blížící se zkázy, drží rozuzlení záhady až do samého konce a udržuje konzistentní atmosféru“.
Film má převážně kladná až velmi kladná hodnocení diváků na filmových webech. Na webu Česko-Slovenská filmová databáze má k 8. červnu 2024 celkový průměr 68 % při 880 hodnoceních, na webu Filmová databáze má ke stejnému dni celkové hodnocení 76,3 %.